# 生實野站
生實野站（日语：／ Oyumino eki */?）是一個位於千葉縣千葉市綠區生實野南三丁目，屬於京成電鐵千原線的鐵路車站。車站編號是KS64。本站位於新市鎮生實野地區的南部。
車站與站前廣場的景觀設計由GK設計負責，2002年（平成14年）獲得「土木學會設計獎」優秀獎。

## 年表
- 1992年（平成4年）4月1日 - 車站啟用，當時車站由千葉急行電鐵經營[1]。
- 1998年（平成10年）10月1日 - 千原線路線經營權轉交京成電鐵，車站改由京成電鐵經營。

## 車站構造

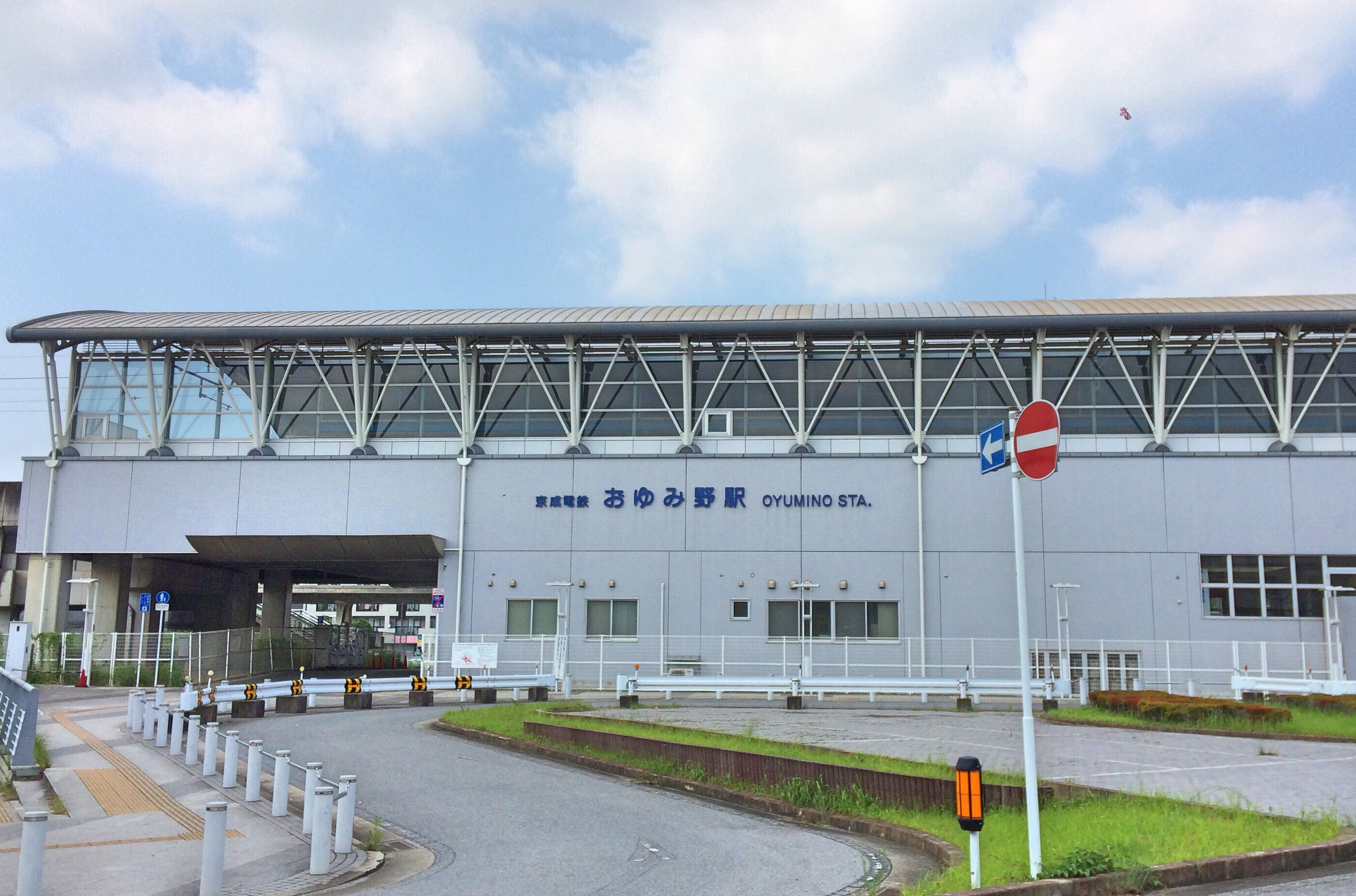
站內裏口（2015年7月）

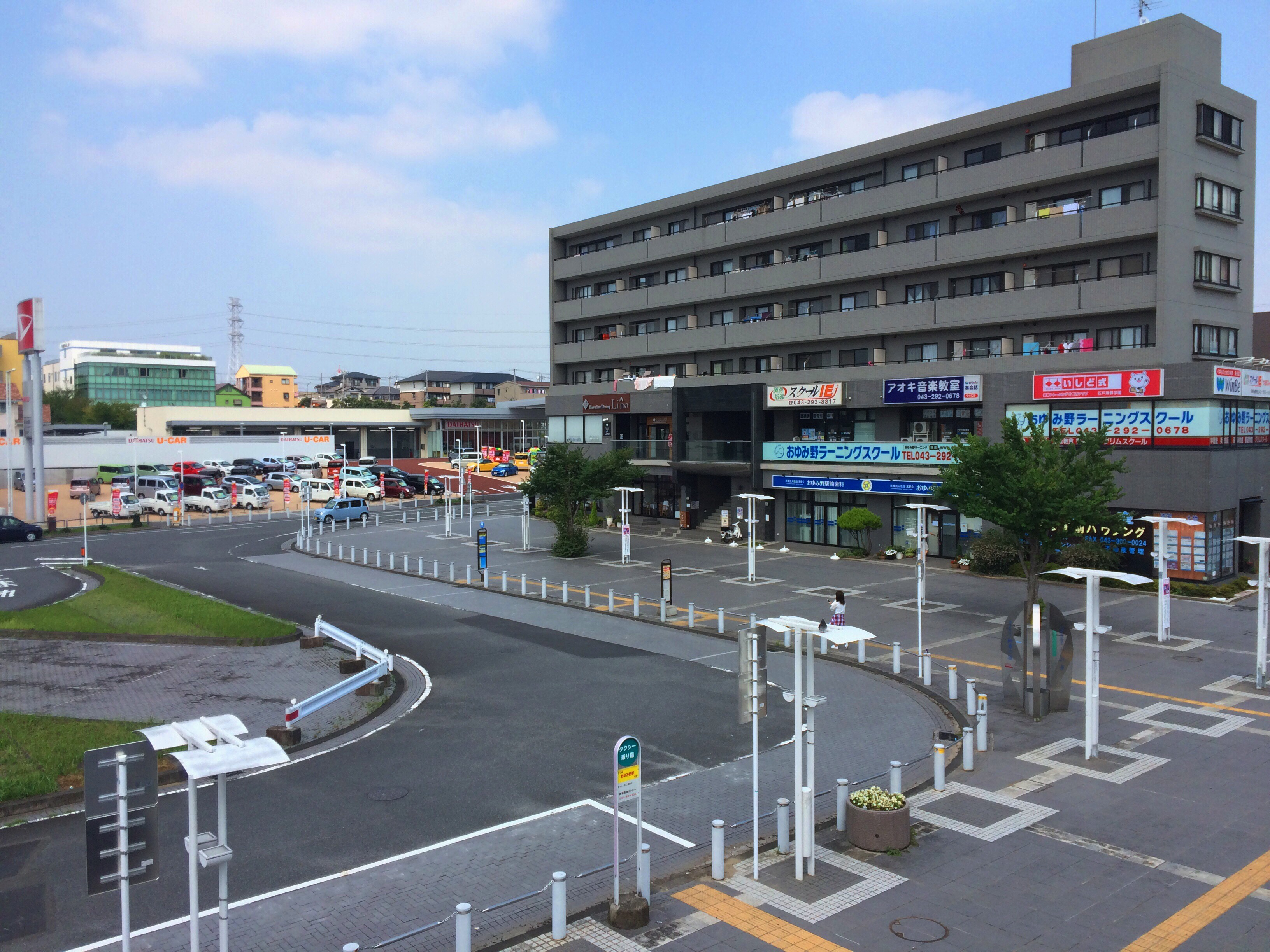
北口圓環（2015年7月）

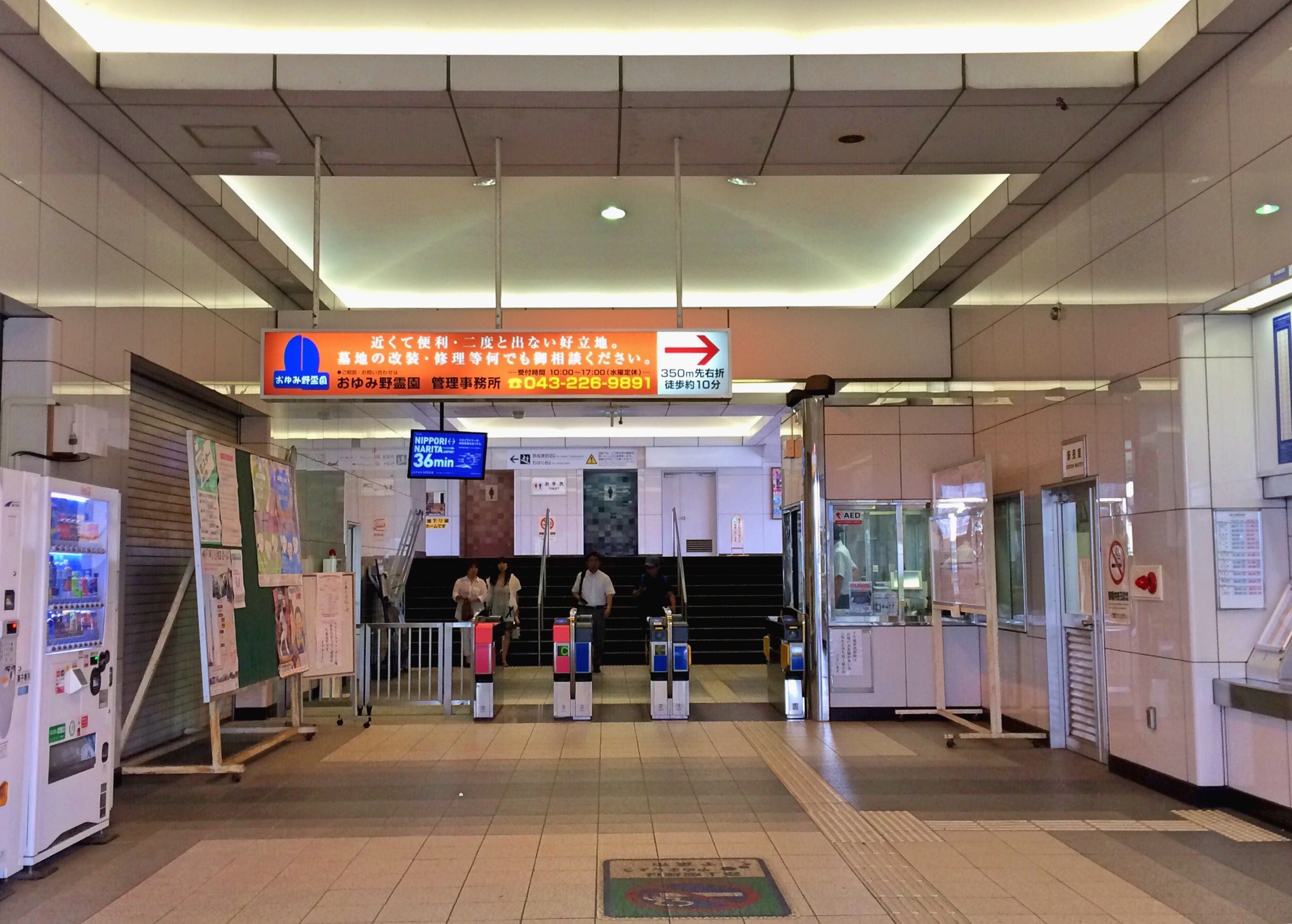
驗票口（2015年7月）

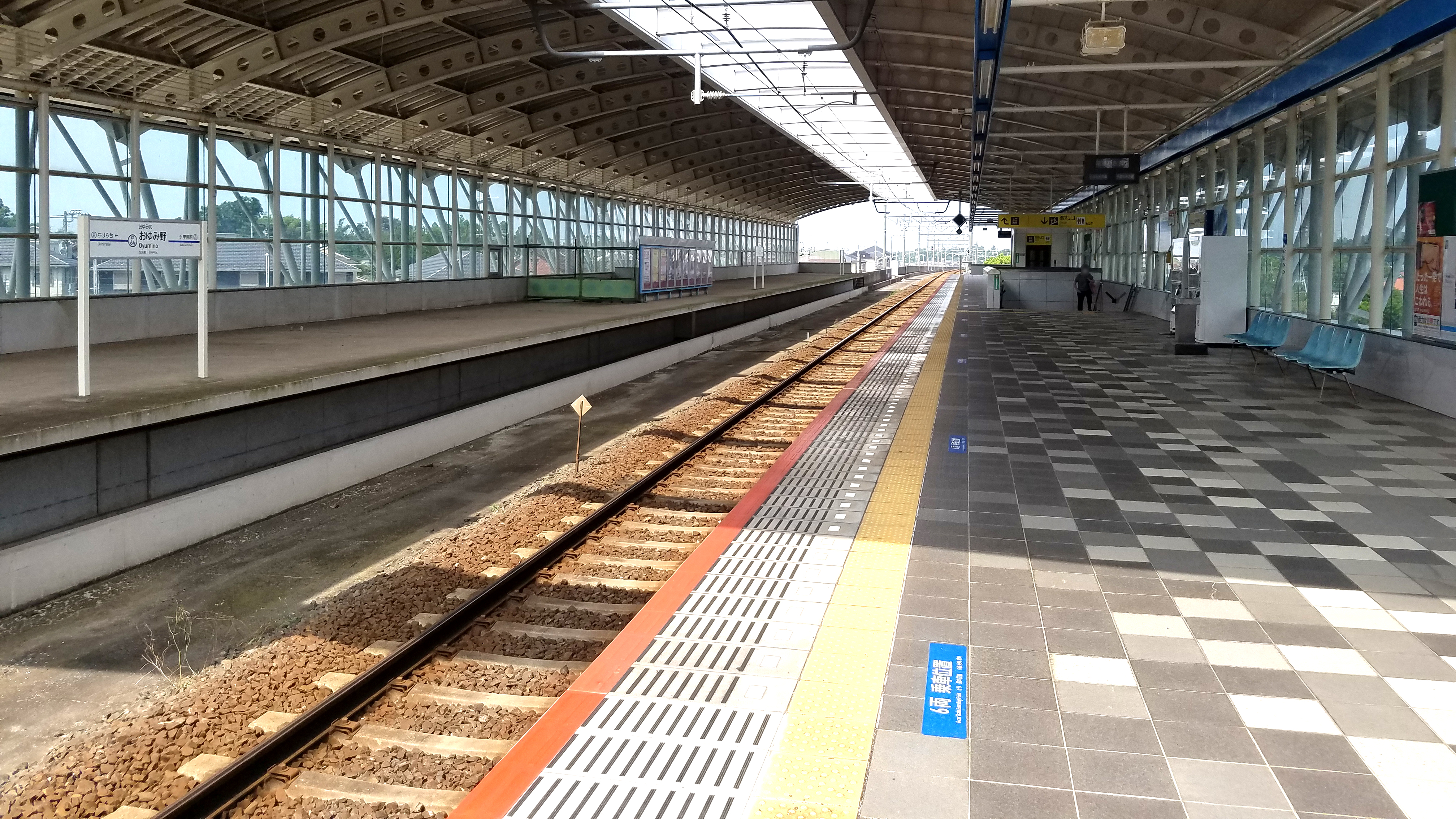
月台（2020年8月）

本站是單式月台1面1線高架車站。有保留未來擴建成相對式月台2面2線的用地。開業以來，上下行線共用下行線月台，上行線月台未曾使用。

### 月台構造
| 月台 | 路線       | 方向       | 目的地                                      |            |
| ---- | ---------- | ---------- | ------------------------------------------- | ---------- |
| 1    | （未使用） | （未使用） | （未使用）                                  | （未使用） |
| 2    | 千原線     | 上行       | 千葉中央、船橋、上野、 成田機場、松戶線方向 |            |
| 2    | 千原線     | 下行       | 千原台方向                                  |            |

## 使用情況
- 京成電鐵 - 2016年度1日平均上下車人次為4,870人[利用客数 1]。
京成線全部69個車站當中排行第52位。

近年1日平均上下車、上車人次推移如下表。
| 年度               | 1日平均 上下車人次 | 1日平均 上車人次 | 來源              |
| ------------------ | ------------------ | ---------------- | ----------------- |
| 1995年（平成07年） |                    | 394              | [ 千葉県統計 1 ]  |
| 1996年（平成08年） |                    | 553              | [ 千葉県統計 2 ]  |
| 1997年（平成09年） |                    | 654              | [ 千葉県統計 3 ]  |
| 1998年（平成10年） |                    | 783              | [ 千葉県統計 4 ]  |
| 1999年（平成11年） |                    | 823              | [ 千葉県統計 5 ]  |
| 2000年（平成12年） |                    | 943              | [ 千葉県統計 6 ]  |
| 2001年（平成13年） |                    | 1,057            | [ 千葉県統計 7 ]  |
| 2002年（平成14年） | 2,338              | 1,147            | [ 千葉県統計 8 ]  |
| 2003年（平成15年） | 2,550              | 1,248            | [ 千葉県統計 9 ]  |
| 2004年（平成16年） | 2,788              | 1,340            | [ 千葉県統計 10 ] |
| 2005年（平成17年） | 2,946              | 1,419            | [ 千葉県統計 11 ] |
| 2006年（平成18年） | 3,236              | 1,566            | [ 千葉県統計 12 ] |
| 2007年（平成19年） | 3,562              | 1,734            | [ 千葉県統計 13 ] |
| 2008年（平成20年） | 4,054              | 1,985            | [ 千葉県統計 14 ] |
| 2009年（平成21年） | 4,060              | 1,992            | [ 千葉県統計 15 ] |
| 2010年（平成22年） | 4,052              | 2,000            | [ 千葉県統計 16 ] |
| 2011年（平成23年） | 4,121              | 2,041            | [ 千葉県統計 17 ] |
| 2012年（平成24年） | 4,320              | 2,139            | [ 千葉県統計 18 ] |
| 2013年（平成25年） | 4,440              | 2,201            | [ 千葉県統計 19 ] |
| 2014年（平成26年） | 4,505              | 2,240            | [ 千葉県統計 20 ] |
| 2015年（平成27年） | 4,664              | 2,320            |                   |
| 2016年（平成28年） | 4,870              |                  |                   |

備註
1. ↑  1995年4月1日開業。

## 車站周邊
- 都市再生機構生實野、千原台宅地募集案內所
- 椎名神社
- 聖寶寺
- Mr Max（日语：ミスターマックス）生實野購物中心
- Aeon Town生實野（日语：イオンタウンおゆみ野）
- 千葉市役所（日语：千葉市役所）綠區椎名連絡所
- 千葉泉谷郵便局
- 千葉生實野郵便局
- VERDI Sprots Plaza生實野
- 山田電機Tecc Land生實野店（東南方步行10分）

## 路線巴士
最近的巴士站是生實野站。以下路線由小湊鐵道與平和交通、西岬觀光運行。
- 往鎌取站南口（經扇田小學校入口、經泉谷南＜小湊鐵道與千葉中央巴士共同運行＞） / 往Aeon Town生實野
- 往千葉站 / 往農業中心
- 高速巴士 往東京站八重洲口、銀座站（數寄屋橋（日语：数寄屋橋））、東雲永旺前（My Town Liner）＜平和交通與西岬觀光共同運行＞

## 相鄰車站
京成電鐵
 千原線
學園前（KS63）－生實野（KS64）－千原台（KS65）

## 外部連結
- 生實野｜電車與車站資訊｜京成電鐵
- 生實野站PDF - 京成電鐵